# گروه هکری

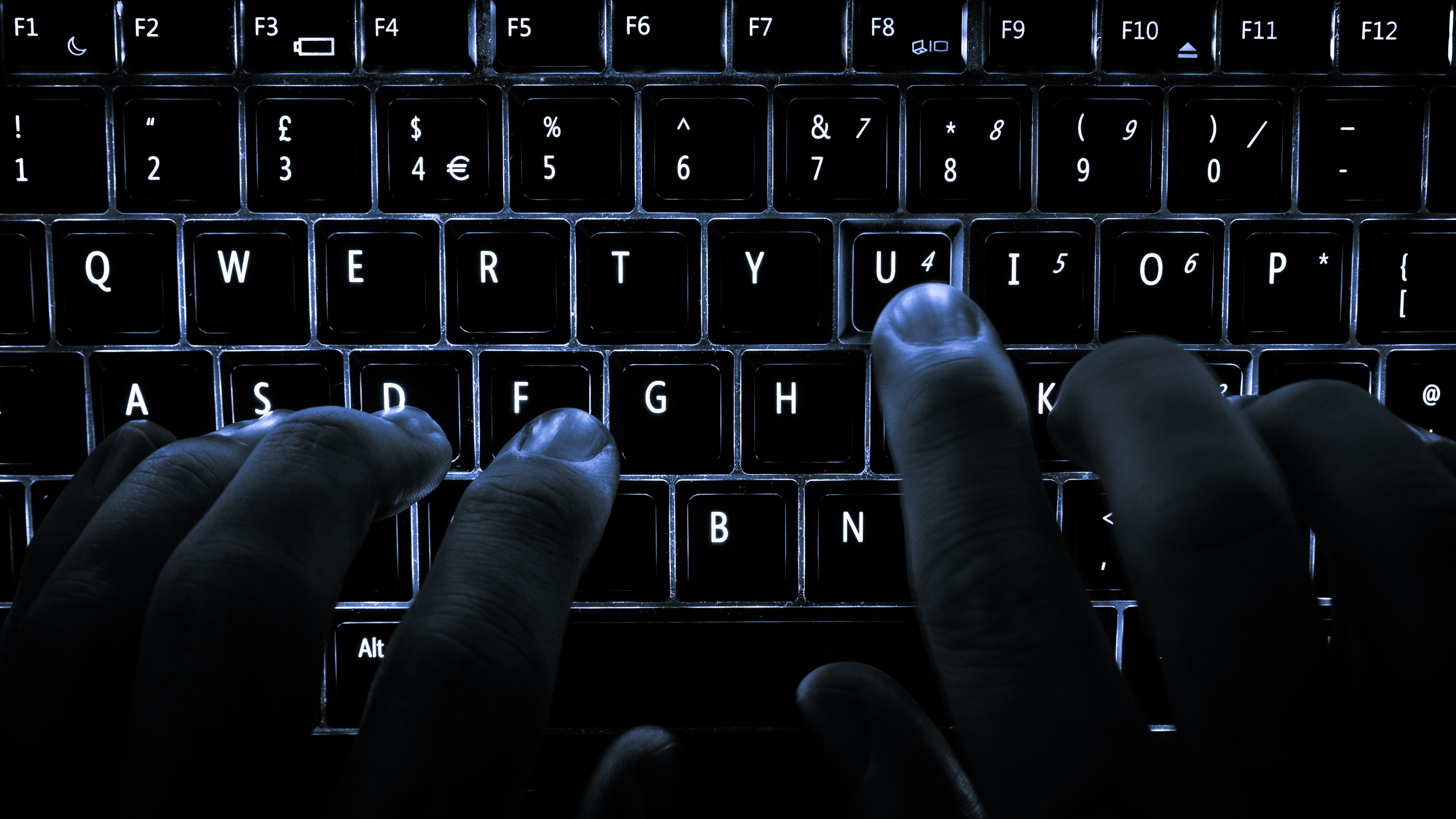
گروه هکری

گروه‌های هکر جوامع غیررسمی هستند که در اوایل دهه ۱۹۸۰ با ظهور رایانه خانگی شروع به شکوفایی کردند.

## بررسی اجمالی
تا قبل از آن زمان، اصطلاح هکر صرفاً ارجاعی برای هرگونه علاقه‌مندی به کامپیوتر بود. گروه‌های هکر قصد داشتند نامی برای خود بسازند و اغلب توسط مطبوعات خود مورد تشویق قرار گرفتند. این دوران شکوفایی هک بود، در زمانی که قوانین زیادی علیه جرایم رایانه ای وجود داشت. گروه‌های هکر دسترسی به اطلاعات و منابع و مکانی برای یادگیری از سایر اعضا را فراهم کردند. هکرها همچنین می‌توانند با وابستگی به یک گروه نخبه اعتبار کسب کنند. نام گروه‌های هکر اغلب شرکت‌های بزرگ، دولت‌ها، پلیس و جنایتکاران را تقلید می‌کنند؛ و اغلب از املای تخصصی استفاده می‌کنند.